# Mrtovec
Mrtovec je naselje v Občini Sevnica.